# Ithael ap Morgan
Ithael ap Morgan roi de Gwent de vers 715 à  vers 745.
Ithael [Ier] succède à son père Morgan ap Athrwys à l'époque où l'accroissement de la pression des Saxons sur les frontières du Gwent est à l'origine de dévastations considérables auxquelles le royaume uni réussit à faire face. Il est toutefois supposé être le fondateur d'une église dédiée à Saint Nicolas, près de St Fagans à l'ouest de Cardiff
À sa mort le gouvernement du Gwent jusqu'à la entre les mains d'une souverain puissant s'affaiblit lorsque le royaume est partagé entre ses six fils dont Ffernfael ap Ithel qui reçoit le Gwent et son frère Rhys ap Ithael qui devient roi de Glywysing.